# Макдоналд, Брэндон
Брэндон Марки Макдоналд (англ. Brandon Marquee McDonald; 16 января 1986, Глендейл, Аризона, США) — американо-гуамский футболист, защитник. Выступал за сборную Гуама.

## Карьера
В 2004—2007 годах Макдоналд обучался в Университете Сан-Франциско по специальности «Бизнес» и играл за университетскую футбольную команду «Сан-Франциско Донс» в Национальной ассоциации студенческого спорта.
В годы учёбы также выступал в Премьер-лиге развития ЮСЛ за клубы: «Сан-Франциско Силс» в 2006 году и «Сан-Хосе Фрогс» в 2007 году.
На Супердрафте MLS 2008 Макдоналд был выбран в четвёртом раунде под общим 46-м номером клубом «Лос-Анджелес Гэлакси». Его профессиональный дебют состоялся 29 марта 2008 года в матче первого тура сезона против «Колорадо Рэпидз», в котором он вышел на замену после перерыва между таймами вместо Питера Вагенаса. 12 октября 2008 года в матче против «Рэпидз» забил свой первый гол в профессиональной карьере. 25 февраля 2009 года «Лос-Анджелес Гэлакси» отчислил Макдоналда.
После безуспешного просмотра в клубе-новичке MLS «Сиэтл Саундерс», 20 марта 2009 года Макдоналд подписал молодёжный контракт с «Сан-Хосе Эртквейкс». Дебютировал за «Эртквейкс» 7 июня 2009 года в матче против «Далласа». Свой первый гол за «Эртквейкс» забил 17 октября 2009 года в матче против «Чивас США». 6 января 2010 года защитник был переведён во взрослый состав.
27 июня 2011 года Макдоналд был приобретён «Ди Си Юнайтед» за распределительные средства. За вашингтонский клуб дебютировал 2 июля 2011 года в матче против «Филадельфии Юнион», выйдя в стартовом составе. 23 августа 2011 года Макдоналд подписал с «Ди Си Юнайтед» новый контракт. 12 октября 2011 года в матче против «Ванкувер Уайткэпс» забил свой первый гол за «чёрно-красных».
17 июля 2013 года Макдоналд был обменян в «Реал Солт-Лейк» на пик третьего раунда Супердрафта MLS 2014 и условный пик Супердрафта MLS 2015. За РСЛ дебютировал 3 августа 2013 года в принципиальном поединке против «Колорадо Рэпидз», отыграв все 90 минут. По окончании сезона 2013 «Реал Солт-Лейк» не продлил контракт с Макдоналдом.
В марте 2014 года Макдоналд подписал контракт с клубом Суперэттана «Юнгшиле». Во втором дивизионе Швеции дебютировал 14 апреля 2014 года в матче против «Ландскруны». «Юнгшиле» решил не продлевать контракт с Макдоналдом, истекавший 30 июня 2014 года, из-за его травмы.
В июле 2015 года Макдоналд присоединился к клубу Тайской премьер-лиги «Чайнат Хорнбилл». Дебютировал в тайской лиге 1 августа 2015 года в матче против «Чонбури».
В составе гуамского клуба «Роверс» участвовал в квалификационном раунде Кубка АФК 2017. 21 августа 2016 года в матче против «Бенфики» из Макао забил гол.
8 июня 2017 года стал игроком клуба чемпионата Малайзии «Пинанг». В Суперлиге дебютировал 1 июля 2017 года в матче против «Джохор Дарул Тазим».
В январе 2019 года подписал контракт с клубом чемпионата Вьетнама «Ханой». За столичный клуб дебютировал 23 февраля 2019 года в матче против «Куангниня».
22 декабря 2009 года Макдоналд был вызван в ежегодный январский тренировочный лагерь сборной США.
За сборную Гуама Макдоналд дебютировал 28 марта 2015 года в товарищеском матче со сборной Гонконга. 17 июня 2015 года в матче квалификации чемпионата мира 2018 против сборной Индии забил свой первый гол за «Матао».
Сестра Брэндона Макдоналда, Джессика Макдоналд — футболистка сборной США, чемпионка мира 2019.

## Статистика
| Выступление          | Выступление      | Выступление      | Лига | Лига | Кубок | Кубок | Континент | Континент | Прочие | Прочие | Итого | Итого |
| Клуб                 | Лига             | Сезон            | Игры | Голы | Игры  | Голы  | Игры      | Голы      | Игры   | Голы   | Игры  | Голы  |
| -------------------- | ---------------- | ---------------- | ---- | ---- | ----- | ----- | --------- | --------- | ------ | ------ | ----- | ----- |
| Лос-Анджелес Гэлакси | MLS              | 2008             | 16   | 1    | 1     | 0     | —         | —         | —      | —      | 17    | 1     |
| Лос-Анджелес Гэлакси | Итого            | Итого            | 16   | 1    | 1     | 0     | —         | —         | —      | —      | 17    | 1     |
| Сан-Хосе Эртквейкс   | MLS              | 2009             | 18   | 1    | 1     | 0     | —         | —         | —      | —      | 19    | 1     |
| Сан-Хосе Эртквейкс   | MLS              | 2010             | 29   | 1    | 1     | 0     | —         | —         | 3      | 0      | 33    | 1     |
| Сан-Хосе Эртквейкс   | MLS              | 2011             | 11   | 1    | —     | —     | —         | —         | —      | —      | 11    | 1     |
| Сан-Хосе Эртквейкс   | Итого            | Итого            | 58   | 3    | 2     | 0     | —         | —         | 3      | 0      | 63    | 3     |
| Ди Си Юнайтед        | MLS              | 2011             | 18   | 1    | —     | —     | —         | —         | —      | —      | 18    | 1     |
| Ди Си Юнайтед        | MLS              | 2012             | 33   | 2    | 1     | 0     | —         | —         | 3      | 0      | 37    | 2     |
| Ди Си Юнайтед        | MLS              | 2013             | 12   | 0    | 1     | 0     | —         | —         | —      | —      | 13    | 0     |
| Ди Си Юнайтед        | Итого            | Итого            | 63   | 3    | 2     | 0     | —         | —         | 3      | 0      | 68    | 3     |
| Реал Солт-Лейк       | MLS              | 2013             | 3    | 0    | —     | —     | —         | —         | 0      | 0      | 3     | 0     |
| Реал Солт-Лейк       | Итого            | Итого            | 3    | 0    | —     | —     | —         | —         | 0      | 0      | 3     | 0     |
| Юнгшиле              | Суперэттан       | 2014             | 3    | 0    | —     | —     | —         | —         | —      | —      | 3     | 0     |
| Юнгшиле              | Итого            | Итого            | 3    | 0    | —     | —     | —         | —         | —      | —      | 3     | 0     |
| Чайнат Хорнбилл      | Премьер-лига     | 2015             | 9    | 0    | —     | —     | —         | —         | —      | —      | 9     | 0     |
| Чайнат Хорнбилл      | Итого            | Итого            | 9    | 0    | —     | —     | —         | —         | —      | —      | 9     | 0     |
| Роверс               | Соккерлига       | 2016/17          | —    | —    | —     | —     | 2         | 1         | —      | —      | 2     | 1     |
| Роверс               | Итого            | Итого            | —    | —    | —     | —     | 2         | 1         | —      | —      | 2     | 1     |
| Пинанг               | Суперлига        | 2017             | 8    | 0    | —     | —     | —         | —         | —      | —      | 8     | 0     |
| Пинанг               | Итого            | Итого            | 8    | 0    | —     | —     | —         | —         | —      | —      | 8     | 0     |
| Ханой                | Ви-лига          | 2019             | 4    | 0    | —     | —     | 2         | 0         | 1      | 0      | 7     | 0     |
| Ханой                | Итого            | Итого            | 4    | 0    | —     | —     | —         | —         | 1      | 0      | 5     | 0     |
| Всего за карьеру     | Всего за карьеру | Всего за карьеру | 164  | 7    | 5     | 0     | 4         | 1         | 7      | 0      | 180   | 8     |

## Достижения
Командные
 «Ди Си Юнайтед»
- Обладатель Открытого кубка США: 2013

 «Ханой»
- Чемпион Вьетнама: 2019
- Обладатель Суперкубка Вьетнама: 2019

 «Роверс»
- Чемпион Гуама: 2016/17